# Lissomya rotundula
Lissomya rotundula is een tweekleppigensoort uit de familie van de Poromyidae. De wetenschappelijke naam van de soort is voor het eerst geldig gepubliceerd in 1997 door Krylova.